# 牛毛坞镇
牛毛坞镇，是中华人民共和国辽宁省丹东市宽甸满族自治县下辖的一个乡镇级行政单位。

## 行政区划
牛毛坞镇下辖以下地区：
牛毛坞村、五道岭村、高坎子村、铁路子村、小城子村、张家堡子村和泉山村。